# Bretigney-Notre-Dame
Bretigney-Notre-Dame település Franciaországban, Doubs megyében. Lakosainak száma 119 fő (2022. január 1.). Bretigney-Notre-Dame Esnans, Ougney-Douvot, Saint-Juan, Silley-Bléfond és Aïssey községekkel határos.

## Népesség
A település népességének változása:
| Lakosok száma | 69   | 77   | 95   | 106  | 111  | 111  | 110  | 116  | 119  | 119  |
|               | 1968 | 1982 | 1990 | 2006 | 2013 | 2015 | 2017 | 2019 | 2020 | 2022 |